# Confederación de Bar
La confederación de Bar fue una asociación de nobles polacos, formada en la fortaleza de Bar (Podolia) en 1768 para defender la independencia interior y exterior de la República de las Dos Naciones contra la agresión del Imperio ruso y contra el rey Estanislao II Poniatowski, uno de los reformadores que estaban tratando de limitar el poder de los magnates de la República. Entre los fundadores de la Confederación de Bar se nombran a Adam Krasiński, al obispo de Kamieniec, a Casimiro Pulaski y a Michał Krasinski. Según algunos historiadores como Michel Péronnet, a pesar de varias victorias contra los rusos, la Confederación sólo tuvo éxito en ayudar a precipitar la primera partición de Polonia. Algunos historiadores consideran que la Confederación de Bar fue el primer levantamiento polaco.

## Inicios de la Confederación

### Contexto histórico
Desde comienzos del siglo XVIII, la Mancomunidad de Polonia-Lituania había decaído de ser uno de los mayores poderes europeos a funcionar en la práctica como un estado satélite del pujante Zarato ruso primero (hasta 1721) y del Imperio ruso después (a partir de 1721). Muchos de los últimos reyes electivos de Polonia habían sido elegidos «libremente» tras la postulación del zar ruso, caso de Augusto II y Augusto III ambos de la Casa de Wettin, apoyada por los rusos y los Habsburgo.
Tras la multitudinaria guerra de los Siete Años finalizada en 1763, el Imperio ruso, que había luchado hasta 1762 en el bando perdedor de la guerra junto a Austria y Francia, decidió aliarse con Prusia (aliada con Reino Unido) debido a la muerte de la emperatriz Isabel I y su sucesión por parte de Pedro III, nacido alemán en Kiel y gran germanófilo e idólatra de Federico II el Grande. Este cambio permitió al ejército de Prusia vencer a los austriacos.
El 11 de abril de 1764, la nueva emperatriz rusa, Catalina II, que había derrocado a su marido, Pedro III, firmó un tratado con Federico II de Prusia en el que se recuperaban las relaciones bilaterales y se elegía a Estanislao Poniatowski (ex-amante de Catalina II) como futuro rey de Polonia tras la muerte de Augusto III en octubre de 1763.
Las derrotadas Francia y Austria no pudieron desafiar al candidato con ningún aspirante propio o beneficiado, por lo que Estanislao fue elegido monarca de la Mancomunidad de las Dos Naciones (Rey de Polonia y Gran Duque de Lituania)
En estos años llegó otro claro ejemplo de la gran influencia rusa sobre la Mancomunidad, cuando el Sejm de 1767 a 1768 en el que se decidía la política interior fue presidido por el embajador ruso, el príncipe Repnin, conociéndose el parlamento como Sejm de Repnin. Durante este parlamento, los rusos obligaron a pasar muchas demandas que respondían a sus intereses antes que el de los polaco-lituanos, lo que enfureció a los nobles conservadores que veían en esta injerencia la debilidad del rey Estanislao Augusto y en las leyes que empoderaban a los no católicos, una amenaza a la Libertad Dorada.
Lo que terminó de cimentar la konfederacja fue la firma del Tratado de amistad perpetua entre Rusia y la Mancomunidad (en polaco: Traktat wieczystej przyjaźni pomiędzy Rosją a Rzecząpospolitą) aceptada por el Sejm de Repnin sin debate el 27 de febrero de 1768 por el que la Mancomunidad de las Dos Naciones se convertía nominalmente en un protectorado ruso.

### Formación de lakonfederacja
Como reacción al tratado, al que se sumó el arresto y exilio por parte de tropas rusas de varios vocales opositores del Sejm (de los que han quedado constancia: Józef Andrzej Załuski, obispo católico de Kiovia; Kajetan Sołtyk, obispo de Cracovia; y Wacław Rzewuski, Hetman de Campo de Polonia, junto a su hijo Seweryn), varios magnates polacos decidieron formar una konfederacja según la tradición constitucional polaca. Los artículos de esta konfederacja se firmaron el 29 de febrero de 1768 en la fortaleza de Bar (Podolia), conociéndose entonces como Konfederacja barska (en polaco: Confederación de Bar).
Los promotores de la Confederación de Bar incluían, entre otros, a Adam Krasiński, obispo de Kamieniec, su hermano Michał Krasiński, Casimiro Pulaski, Kajetan Sołtyk, Wacław Rzewuski, Michał Jan Pac, Jozef Miaczinsky, Jerzy August Mniszech, Joachim Potocki, Teodor Wessel, Marek Jandołowicz y Michał Wielhorski, siendo este último el ideólogo político de la confederación.

## Desarrollo de la Confederación

### 1768
La Confederación, apoyada por los estados católicos de Francia y Austria, declararon la guerra al Imperio ruso. Sus fuerzas irregulares, formadas por voluntarios, milicias de los propios magnates y desertores del ejército real, pronto se enfrentaron a las tropas rusas. Las fuerzas de la Confederación bajo el mando de Michał Jan Pac y el príncipe Carlos Radziwiłł, palatino de Vilna recorrieron gran parte del país, ganando muchos enfrentamientos contra destacamentos rusos. Tal fue el éxito inicial, que la Confederación, ignorando el rey, envió emisarios propios a la principal potencia rival en la zona, el Imperio otomano, aliado con Francia y Austria.
El rey Estanislao II se inclinó al principio por mediar entre los confederados y Rusia, esta última representada por el enviado ruso a Varsovia, el príncipe Nikolái Repnin; pero al ver que esto era imposible, envió una fuerza contra ellos bajo el mando del Hetman Grande de Polonia Franciszek Ksawery Branicki y dos generales contra los confederados. Esto marcó la campaña de Podolia, que duró de abril a junio de 1768, y terminó con la captura de Bar el 20 de junio. Las fuerzas de la Confederación se retiraron al Principado de Moldavia, en aquel momento subordinado al Imperio otomano. También hubo una fuerza pro-Confederación en la Pequeña Polonia, que operó de junio a agosto, que terminó con las fuerzas reales asegurando Cracovia el 22 de agosto, seguido de un período de conflicto en los palatinados de Trakai, Vilna y, en menor medida, Minsk (agosto-octubre), que terminó con la rendición de Nesvizh el 26 de octubre.
El estallido simultáneo de la Koliivshchyna en Ucrania (una haidamak que duró de mayo de 1768 a junio de 1769) hizo que las principales fuerzas de la Confederación se retirasen al Imperio Otomano para mantenerse vivas.
Los confederados pidieron ayuda al extranjero y contribuyeron al estallido bélico entre los imperios ruso y otomano (la guerra ruso-turca (1768-1774), que comenzó en septiembre).

### 1769-1770
La retirada de algunas fuerzas rusas necesarias en el frente otomano reforzó a los confederados, que reaparecieron con fuerza en la Pequeña Polonia y la Gran Polonia en 1769. En 1770 el Consejo de la Confederación de Bar se trasladó de su sede original en la parte austriaca de Silesia a Hungría, desde donde llevó a cabo negociaciones diplomáticas con Francia, Austria y el Imperio otomano con el fin de formar una liga estable contra el Imperio ruso. El consejo proclamó al rey destronado el 22 de octubre de 1770. La corte de Versalles envió a Carlos Francisco Dumouriez para que actuara como ayuda de los confederados, y él les ayudó a organizar sus fuerzas. Fortificó varias fortalezas alrededor de Cracovia (Tyniec, Lanckorona, Częstochowa) y formó un destacamento de infantería confederada para proteger los almacenes de Podolia.
Los confederados comenzaron a operar en Lituania, aunque después de los primeros éxitos, ese frente también tuvo fracasos, con derrotas en Bialystok contra Alexander Golitsin el 16 de julio y Orzechowo contra Suvórov el 13 de septiembre de 1769. A principios de 1770 se produjeron las derrotas de los confederados en la Gran Polonia, después de las batallas de Dobra (20 de enero) y Błonie (12 de febrero), que les obligó a adoptar una postura principalmente pasiva y defensiva.
Un intento de los confederados de secuestrar al rey Estanislao II Augusto el 3 de noviembre de 1771 llevó a los Habsburgo a retirar su apoyo a los confederados, expulsándolos de sus territorios. También dio a los tres cortes (Austria, Prusia y Rusia) otro pretexto para mostrar la «anarquía polaca» y la necesidad de que sus vecinos intervengan y «salven» al país y a sus ciudadanos. El rey volvió entonces a la facción rusa, y por el intento de secuestro, la Confederación perdió gran parte del apoyo que tenía en Europa.

### 1771-1772

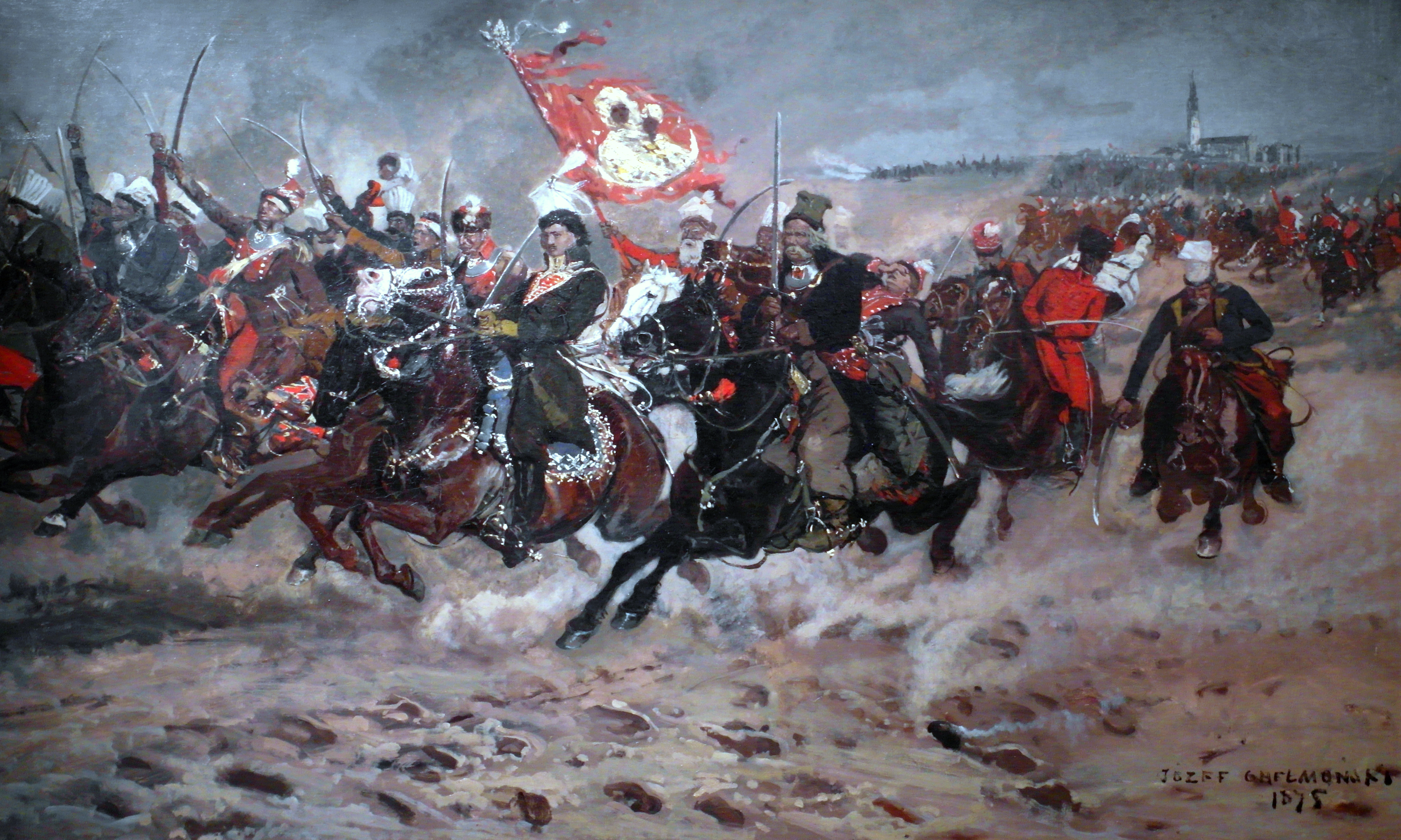
Casimiro Pulaski dirigiendo una carga de caballería en los campos de Częstochowa.

El ejército confederado, completamente reorganizado por Dumouriez, mantuvo la lucha. 1771 trajo nuevas derrotas, con la derrota en Lanckorona el 21 de mayo y Stałowicze el 23 de octubre. La última batalla de la guerra fue el asedio de Jasna Góra, que cayó el 13 de agosto de 1772. Los regimientos de la Confederación de Bar, cuya junta ejecutiva se había visto obligada a abandonar Austria, que anteriormente los apoyaba, después de que Austria se uniera a la alianza prusiano-rusa, no depuso las armas.
Muchas fortalezas bajo su mando resistieron el mayor tiempo posible; El castillo de Wawel (defendido por el marqués de Choisy) en Cracovia no cayó hasta el 28 de abril; la Fortaleza de Tyniec aguantó hasta el 13 de julio de 1772; Częstochowa, comandado por Casimiro Pulaski, se mantuvo irreductible hasta el 18 de agosto. En total, alrededor de 100 000 nobles participaron en 500 enfrentamientos militares entre 1768 y 1772. Quizás el último bastión de los confederados estaba en el monasterio de Zagórz, que no cayó hasta el 28 de noviembre de 1772. Al final, la Confederación de Bar fue derrotada, y sus miembros huyeron al extranjero o fueron deportados a Siberia, la región del Volga y los Urales por los rusos.
Mientras tanto, aprovechando la confusión en la Mancomunidad, ya en 1769-71, tanto Austria como Prusia se habían apoderado de algunos de sus territorios fronterizos, con Austria tomando el condado de Szepes en 1769-1770 y Prusia incorporando Lauenburg y Bütow (parte de la Prusia Real). El 19 de febrero de 1772 se firmó en Viena el acuerdo de partición. El 6 de febrero de 1772 se había hecho en San Petersburgo un acuerdo secreto previo entre Prusia y Rusia.
A principios de agosto, las tropas rusas, prusianas y austríacas que luchaban contra la confederación de Bar en la Mancomunidad ocuparon las provincias acordadas entre ellos. El 5 de agosto, las tres partes publicaron un manifiesto sobre sus respectivas ganancias territoriales a expensas de la Mancomunidad.
Los confederados de Bar tomados como prisioneros por los rusos, junto con sus familias, formaron el primer grupo importante de polacos y lituanos exiliados a Siberia (sybiracy). Se estima que unos 5000 confederados fueron enviados allí. Los rusos organizaron 3 campos de concentración en la Mancomunidad Polaco-Lituana para los cautivos polacos, donde estas personas concentradas esperaban allí su deportación al oriente ruso.